# Josephine S. Ellefsen
Josephine S. Ellefsen (født 2. december 1996) er en dansk tegnefilmsdubber, som har lagt stemme til adskillige animationsfilm - og tv-serier, såsom Stacie i en lang række Barbie-film (2012-2016), Find Dory (2016), Løvernes Garde, Pokémon (1997-2016) og som Raya i Raya og den sidste drage (2021).